# مايك فانفليت
مايك فانفليت (بالإنجليزية: Mike Vanvleet)‏ مواليد 23 سبتمبر 1970، هو لاعب كرة سلة سابق.